# Minyonok (szereplők)
A minionok (ejtsd: minyon) a Gru (eredeti cím: Despicable Me) animációs film karakterei. Maga a minion angol nyelvű kifejezés, mely szó szerint szolgát, kegyencet jelent, azaz olyan lény, akinek feltétlenül szolgálnia kell a mesterét. Megalkotójuk Eric Guillon. A filmekben a minionok hangját Pierre Coffin és Chris Renaud kölcsönzi.

## Történetük
A Sergio Pablos írta eredeti történetben a minionok először orkszerű lények voltak, de az alkotói folyamat során egyre kisebbek lettek. A minionokat azért alkották meg, hogy szimpatikusabbá tegyék Gru karakterét, és Pierre Coffin rendező szerint ennek legkönnyebb módja az volt, hogy csetlő-botló szolgákat kapott.

## Jellemzőik
A minionok kicsi, sárga, kerekded, kapszula formájú lények. Változóan lehetnek egy- vagy kétszeműek. Általában kék munkásnadrágot viselnek, fekete cipővel és kesztyűvel, valamint munkavédelmi szemüveget. Néhány miniont a második filmre újraterveztek, és némelyik részletesebb kidolgozást kapott.
Pár százan vannak, holott a kinézetüknek csak 48 lehetséges variációját ismerjük. Mindegyikük saját angol névvel rendelkezik, ám egy név többször is előfordulhat. Beszédnyelvük ismeretlen, de felismerhetők számos idegen nyelv kifejezései, például angol „banana”, „potato”, a spanyol „la boda” vagy a koreai számok („hana, tul, szet”).
Személyiségük kissé gyermeteg, éretlen, de egyben rendelkeznek a gyermeki ártatlansággal is. Kevés önkontrollal rendelkeznek, a legkisebb dolgok meg tudják őket nevettetni, ugyanakkor hamar ki is jönnek a sodrukból, ha valami idegesíti őket. Őszinte rajongással szeretik a főnöküket, Grut, aki a legtöbb ismert gonosztevővel ellentétben megbecsüli a munkájukat, és mindegyiküket névről ismeri.
A minionok különleges képességekkel is rendelkeznek, például, ha megtörnek és felráznak egyet az fényrúdként világít a sötétben, vagy akármeddig kibírják oxigén nélkül. Imádják az édességeket és a gyümölcsöt, legfőképp a banánt és almát.
A humoruk gyermeteg, és ebből adódóan mókásnak találnak mindent, aminek bármilyen köze van a fenékhez. Szívesen játszanak együtt Margóval, Edittel és Agnesszel. Nem szeretik a megválaszolatlan kérdéseket, illetve ha elbizonytalanodnak.

## Minion-mánia
Maguk az alkotók sem számoltak vele eredetileg, de a minionok körül igen hamar kultusz alakult ki, az ennek megfelelő franchise-termékekkel. Számos játék is alapul a minionokra.

## Média
Filmek:
- Gru
- Gru 2.
- Gru 3.
- Gru 4.
- Minyonok
- Minyonok: Gru színre lép

Játékok:
- Despicable Me: The Game (PlayStation 2, PlayStation Portable és Wii)
- Despicable Me: Minion Mayhem (Nintendo DS)
- Despicable Me: Minion Mania (iPhone, iPad)
- Despicable Me: Minion Rush (iPhone, Android)

Rövidfilmek:
- Home Makeover
- Orientation Day
- Banana